# Campeonato de los Cuatro Continentes de Patinaje Artístico sobre Hielo de 2009
El XI Campeonato de los Cuatro Continentes de Patinaje Artístico sobre Hielo se realizó en Vancouver (Canadá) entre el 2 y el 8 de febrero de 2009. Fue organizado por la Unión Internacional de Patinaje sobre Hielo (ISU) y la Asociación Canadiense de Patinaje sobre Hielo.

## Resultados

### Masculino
| Puesto | Nombre          | País           | Puntos |
| ------ | --------------- | -------------- | ------ |
| Oro    | Patrick Chan    | Canadá         | 249,19 |
| Plata  | Evan Lysacek    | Estados Unidos | 237,15 |
| Bronce | Takahiko Kozuka | Japón          | 221,76 |

### Femenino
| Puesto | Nombre           | País          | Puntos |
| ------ | ---------------- | ------------- | ------ |
| Oro    | Yu-Na Kim        | Corea del Sur | 189,07 |
| Plata  | Joannie Rochette | Canadá        | 183,91 |
| Bronce | Mao Asada        | Japón         | 176,52 |

### Parejas
| Puesto | Nombre                       | País   | Puntos |
| ------ | ---------------------------- | ------ | ------ |
| Oro    | Qing Pang / Jian Tong        | China  | 194,94 |
| Plata  | Jessica Dube / Bryce Davison | Canadá | 185,62 |
| Bronce | Dan Zhang / Hao Zhang        | China  | 174,98 |

### Danza en hielo
| Puesto | Nombre                       | País           | Puntos |
| ------ | ---------------------------- | -------------- | ------ |
| Oro    | Meryl Davis / Charlie White  | Estados Unidos | 192,39 |
| Plata  | Tessa Virtue / Scott Moir    | Canadá         | 191,81 |
| Bronce | Emily Samuelson / Evan Bates | Estados Unidos | 180,79 |

## Medallero
| Núm. | País           | Oro | Plata | Bronce | Total |
| ---- | -------------- | --- | ----- | ------ | ----- |
| 1    | Canadá         | 1   | 3     | 0      | 4     |
| 2    | Estados Unidos | 1   | 1     | 1      | 3     |
| 3    | China          | 1   | 0     | 1      | 2     |
| 4    | Corea del Sur  | 1   | 0     | 0      | 1     |
| 5    | Japón          | 0   | 0     | 2      | 2     |
|      | TOTAL          | 4   | 4     | 4      | 12    |

- Datos: Q1206252
- Multimedia: 2009 Four Continents Figure Skating Championships / Q1206252